# Una tigre del Bengala allo zoo di Baghdad
Una tigre del Bengala allo zoo di Baghdad (Bengal Tiger at the Baghdad Zoo) è un'opera teatrale del drammaturgo statunitense Rajiv Joseph, debuttata a Los Angeles nel 2009. Il dramma racconta di due marines statunitensi e di un traduttore iracheno che, per le strade devastate di Baghdad, incontrano una saggia tigre del Bengala fuggita dallo zoo e che gira da sola per la capitale in cerca di un significato, amicizia e redenzione. L'opera fu molto apprezzata dalla critica statunitense e fu candidata al Premio Pulitzer per la drammaturgia nel 2010.

## Trama
Una tigre del Bengala nello zoo di Baghdad racconta al pubblico che tutti gli altri animali sono fuggiti dallo zoo in cerca di libertà dopo l'invasione statunitense dell'Iraq, solo per essere trucidati e mangiati dai soldati. Quella notte, un plotone di soldati statunitense entra nello zoo e due soldati vengono messi di guardia davanti alla gabbia della tigre. Un soldato, Tom, si fa gioco del felino sventolandogli davanti del cibo e poi ritraendo di scatto la mano, prima che la tigre, esasperata dalla fame e dalla paura, azzanna la mano del militare; il suo compagno, Kev, spara alla tigre, ferendola mortalmente. Kev scopre che il fantasma della tigre lo perseguita mentre lavora in giro per Baghdad, ma dopo un'esplosione inaspettata il marine si trova ricoverato in ospedale, dove viene ritenuto pazzo perché continua a vedere una tigre immaginaria. Tom, ora con una protesi alla mano, torna in Iraq e va a visitare Kev in ospedale, anche se non solo per compassione per il commilitone.
Si scopre che la pistola placcata in oro che Tom stava mostrando a Kev prima di essere aggredito dalla tigre era stata rinvenuta nel palazzo del defunto Uday Hussein, figlio dell'ex dittatore Saddam Hussein. Tom rivuole la pistola e chiede a Kev che fine abbia fatto, dato che vuole tornare negli Stati Uniti e farsi una nuova vita con i soldi ricavati dalla vendita dell'arma e della tavoletta del water placcata in ora sempre sottratto dalla casa di Hussein. Ma Kev ha perso la pistola dopo aver visto il fantasma della tigre per strade e l'arma è stata presa da Musa, l'ex giardiniere di Uday ora in servizio come traduttore per l'esercito statunitense. Anche Musa sta ricevendo delle visite sovrannaturali e vede il fantasma di Uday, che gli impedisce di consegnare la pistola dorata. Per provare ad allontanare la tigre fantasma, Kev decide di amputarsi la mano e gettarla in pasto al felino, ma qualcosa va storto e Kev muore nel tentativo. Divenuto un fantasma, Kev segue Tom per le vie della città, cercando un significato per tutte le cose orribile successe nella capitale irachena.

## Produzione
Una tigre del Bengala allo zoo di Baghdad fu messa in scena al Kirk Douglas Theatre di Los Angeles con la regia di Moisés Kaufman dal 10 maggio al 7 giugno 2009. Successivamente, la pièce fu riproposta al Mark Taper Forum di Los Angeles dal 14 aprile al 30 maggio 2010 con Kevin Tighe nel ruolo della tigre. Il dramma vinse il premio del National Endowment for the Arts per la migliore nuova opera teatrale americana. Nel Una tigre del Bengala fu candidato al Premio Pulitzer per la drammaturgia.
Kaufman diresse anche la prima produzione dell'opera a Broadway, rimasta in cartellone per 131 repliche al Richard Rodgers Theatre dall'11 marzo al 3 luglio 2011. Robin Williams, nella sua ultima interpretazione a Broadway, ricopriva il ruolo della tigre, mentre il resto del cast comprendeva anche Glenn Davis (Tom), Brad Fleischer (Kev), Hrach Titizian (Uday), Sheila Vand (Hadia), Necar Zadegan (lebbrosa) ed Arian Moayed (Musa). La pièce fu candidata a diversi riconoscimenti, tra cui il Drama Desk Award, Drama League Award e l'Outer Critics Circle Award alla migliore opera teatrale.
La prima italiana ha inaugurato la stagione teatrale 2015-2016 del Teatro Eliseo di Roma il 29 settembre. Luca Barbareschi ha prodotto e diretto il progetto, oltre ad interpretare la tigre. Il resto del cast annoverava Denis Fasolo (Kev), Andrea Bosca (Tom), Sabrie Khamiss (Hadia), Nadia Kibout (lebbrosa), Marouane Zotti (Musa) e Hossein Taheri (Uday Hussein).